# Köksalmanack
Köksalmanack är en svensk kombinerad almanacka och kokbok som ges ut årligen sedan 1933.
Tidigare hette den Husmoderns köksalmanack, namnet ändrades 1979.
| ”                              | Vad vill då köksalmanackan? Den vill bli Husmoderns oumbärliga hjälpreda. Använder ni Köksalmanackan, kommer hushållsmaskineriet, matlagningen, hela hemmets skötsel, att löpa så mycket smidigare än förr. | „ |
| – Husmoderns köksalmanack 1933 | |   |

Almanackan är utformad som en vanlig almanacka men där varje dag också har en matsedel för lunch och middagsmat med recept, där finns även plats för anteckningar, för hushållsplanering eller som kortfattad dagbok. Den har ett kalendarium där födelsedagar och andra bemärkelsedagar kan markeras samt blad för hushållsutgifter och en adresslista. Varje almanacka innehåller också artiklar kring skötsel av hem, barn, klädsel, handarbete, umgänge, bjudningar, konservering och matlagning.

### Fotnoter
1. ↑  Jörgen Andersson (23 december 2004). ”I köket står tiden stilla”. Helsingborgs Dagblad. Arkiverad från originalet den 19 oktober 2014. https://web.archive.org/web/20141019184416/http://hd.se/kultur/boken/2004/12/23/i-koeket-staar-tiden-stilla/. Läst 19 december 2012.
2. ↑  Maria Vedin (5 november 2012). ”Gisslan mellan thailandrecept och grilltrenden”. Norrländska socialdemokraten. http://www.nsd.se/kultur/artikel.aspx?ArticleId=7257464. Läst 19 december 2012.
3. ↑   Husmoderns köksalmanack.. Sundbyberg: Semic. 1933. Libris 1187577